# Homok-hegyi-barlang
A Homok-hegyi-barlang a Duna–Ipoly Nemzeti Parkban, a Budai-hegységben, Budapest II. kerületében található egyik barlang.

## Leírás
Triász dolomitban jött létre. Lehet, hogy mesterséges eredetű.
Előfordul a barlang az irodalmában Határ-nyergi-barlang (Kordos 1984), Mátyás-király-barlang (Kordos 1984) és Mátyás király barlang (Bertalan 1976) neveken is.

## Kutatástörténet
Az 1964-ben kiadott, Az országos kék-túra útvonala mentén című könyvben meg van említve, hogy a Gyulavár (Homokhegy) nevű dombon beomlott kavernák vannak. Az 1966-ban napvilágot látott útikalauz szerint a Gyulavár (Homok-hegy) sétaút felőli erdős részén két kaverna található.
Az 1976-ban befejezett és Bertalan Károly által írt kéziratban az olvasható, hogy a Mátyás király barlang a Budapest II. kerületében lévő hármashatár-hegyi vitorlázó repülőtér D-i sarkán emelkedő, hasonló nevű domb É-i oldalán nyílik. A 8 m hosszú üreg bejárata vízszintes folyosó és kürtő. Elképzelhető, hogy mesterséges eredetű folyosó, amelynek van egy (esetleg kettő) kürtője. Korlátozás nélkül megtekinthető turista látványosság, amelyet az új turistatérképek jelölnek. Nagyon kicsi veszélyeztetettsége. A kézirat barlangra vonatkozó része 2 kézirat alapján lett írva.
Az 1983. évi MKBT Beszámolóban publikálva lett, hogy a Gyula-vár ÉNy-i oldalában, a felső részen rövid (irodalomban 8 m hosszú) barlang van. A főbejárat után egy kürtő nyílik a felszínre, de a járatban egyenesen továbbmenve végül a domb oldalában ki lehet bújni. Triász dolomitban jött létre. Az FTSK Barlangkutató Szakosztály nem kutatta és nem mérte fel. Az 1984-ben megjelent, Magyarország barlangjai című könyv országos barlanglistájában a Budai-hegység barlangjai között szerepel a barlang Mátyás-király-barlang néven Határ-nyergi-barlang névváltozattal. A listához kapcsolódóan látható a Dunazug-hegység barlangjainak földrajzi elhelyezkedését bemutató 1:500 000-es méretarányú térképen a barlang földrajzi elhelyezkedése.

## További irodalom
- Bertalan Károly: Kézi jegyzetek. Kézirat. (1959-től íródott.)
- Papp Ferenc: Dunántúl karsztmorfológiája. Kézirat. Budapest, 1961. 65. old. (A kézirat megtalálható a Bibliotheca Speleologica gyűjteményében.)